# Manuel Luís Maldonado
Manuel Luís Maldonado (Angra, 8 de Setembro de 1644 — Angra, 24 de Outubro de 1711) foi um historiador, genealogista, sacerdote católico e militar português. 
Foi condestável, capelão e encarregado do hospital militar da Fortaleza de São João Baptista da Ilha Terceira, nos Açores. É autor da obra "Fenix Angrence", uma das obras de referência da historiografia em História dos Açores.

## Biografia
Nasceu um ano após a rendição da guarnição Espanhola na chamada Guerra do Castelo (27 de Março de 1641 - 4 de Março de 1642), na freguesia da Sé, filho de Amaro Luís, condestável da Fortaleza de São João Baptista, e de sua esposa, Isabel Gonçalves.
Desde jovem se interessou por temas de história, já que ele próprio afirma que, em 1669, com apenas 24 anos de idade, quando da chegada à Terceira de Afonso VI de Portugal, desterrado para a Fortaleza do Monte Brasil, estava "(…) apto com todas as diligências necessárias para o sacerdócio, e já no entretenimento das averiguações antigas a título de curioso, sem que nestas totalmente me fossem de impedimento as ciências, ou estudos, de Moral e Especulativo em que lidava com pouco fruto." (Fenix Angrence)
O seu pai faleceu a 27 de Fevereiro de 1670, sendo Manuel Luís Maldonado nomeado para o cargo de Condestável da Artilharia da Fortaleza de São João Baptista, que o pai ocupava, na data de 1 de Março de 1670.
A 2 de Setembro de 1674 tomou ordens de Epístola, a 8 do mesmo mês de Evangelho, e a 9 de Missa, sendo nomeado, a 23 de Novembro desse ano, capelão-menor da Fortaleza de São João Baptista, altura em que frequentava o nono ano das Escolas Gerais do Colégio da Companhia de Jesus em Angra. Pregou o seu primeiro sermão a 15 de Setembro de 1680.
Por patente de 25 de julho de 1689, foi nomeado capelão-mor da Fortaleza e administrador do Hospital Militar da Boa Nova, que lhe ficava anexo.
Ao falecer, Manuel Luís Maldonado deixou como legado a um sobrinho o manuscrito da "Fenix Angrence", fruto da sua vida de investigação histórica e uma das fontes essenciais para o estudo da história açoriana. Encontra-se sepultado na Ermida da Boa Nova em Angra do Heroísmo.